# Biangibudiburg
Biangibudiburg war ein Gut, das erstmals in einer auf den 2. November 1004 datierten Urkunde Heinrichs II. für Kloster Kemnade erwähnt wird.
Auf Bitten der Schwestern Imma und Frederuna (Billung) nahm König Heinrich das Kloster unter die Schutzherrschaft des Reiches, in dessen Besitz das Kloster nach dem Tod der Stifterinnen übergehen sollte. Gemäß der Aufstellung des Klosterbesitzes im Diplom lag das praedium (Gut) Biangibudiburg im Bardengau in der Grafschaft des Herzogs Bernhard Billung, des Sohnes Hermann Billungs.
Biangibudiburg taucht in einer zweiten Urkunde Heinrichs II. vom 26. März 1017 auf. Erneut wird der Klosterbesitz aufgezählt. Als weitere Fürsprecherin neben Dietrich von Minden erscheint hier Kaiserin Kunigunde.
In zwei weiteren Urkunden vom 8. Februar 1025 und vom 3. September 1039 von Konrad II. und Heinrich III. werden „Höfe nämlich und Häuser darunter namentlich (curtes scilicet ac villas infra nominatas):  ..., Biangibudiburg, ...“ als Teil des Besitzes von Frederuna und Imma unter den Schutz des Kaisers gestellt. Weitere Urkunden, in denen „Biangibudiburg“ verzeichnet ist, sind bisher nicht bekannt geworden.

## Lokalisierung
Es ist unbekannt, wo Biangibudiburg genau lag, ob und welche Burganlage damit verbunden gewesen sein könnte. Die Heimatforschung in Bienenbüttel (bei Lüneburg) geht davon aus, dass es sich bei Biangibudiburg um die älteste bekannte Namensform von Bienenbüttel handelt. Da Ortsnamen mit -büttel eher ausgelagerte kleinere Siedlungen bezeichnen und ein Wandel von -burg zu -büttel ungewöhnlich wäre, wird von anderen eine Identität mit Buntenburg (früher zwischen Lüneburg und Bardowick, jetzt zu Lüneburg) bzw. Bunkenburg (bei Celle) vermutet.
In der ersten Urkunde Heinrichs II. wird neben den eigentlichen Ortsbezeichnungen auch der zugehörige Gau benannt.
Es fällt auf, dass die Gaue in Süd-Nord-Richtung, beginnend mit Tilithi, dem Sitz Kemnades, und innerhalb der Gaue die Ortschaften von Nord nach Süd aufgezählt werden. Hat diese Methode System, dürfte Biangibudiburg etwa im Zentrum des Bardengaus gelegen haben.
Tatsächlich ist es in der Heimatforschung Bienenbüttels noch umstritten, ob mit Biangibudiburg der heutige Ort Bienenbüttel gemeint war, oder ob es sich um die so genannten „Wichmannschen Dörfer“ mit Zentrum um das heutige Wichmannsburg handelte.
Wichmannsburg war zu der damaligen Zeit nachgewiesen bereits mit einer Burg befestigt und lag als Verwaltungszentrum des Wichmannschen Besitzes keine zwei Kilometer entfernt.

## Theorie zur Namensgebung
Es ist belegt, dass Otto I. mit Wichmann, wie unten näher dargestellt, im Streit lag, der mit der Ächtung Wichmanns endete.
Wenn Wichmann als Namensgeber mit einem Tabu belegt wurde, könnte es sich bei Biangibudiburg um ein Kunstwort handeln, um damit eine ganz bestimmte Gegend zu benennen. Für eine wörtliche Übersetzung aus dem Altsächsischen, ergeben sich für Biangibudiburg mehrere Bedeutungen:

### Bias Wohnburg
hergeleitet aus: Bia-n-gibu-d-li-burg = -Bia- als Namensgeberin, -n- als Besitzanzeiger, -gibudli- (auch budli, butil, butli) für Wohnung, Haus, Hof, aber auch ... büttel als Ortsnamenelement und -burg für Burg, Ort, Stadt

### Ort, an dem Bia befiehlt
(hergeleitet aus Bia-n-gibudi-burg = Bia und -n- wie gehabt, -gibudi- als 3. Pers. Sg. von gi-biod-an (befehlen, gebieten) sowie -burg)
und könnte damit auf Bia von Ringelheim (von Engern) (* um 895, † 25. Mai vor 932) aus der Familie der Immedinger zurückzuführen sein, die vermutlich mit Wichmann I. (genannt Wichmann der Ältere) aus der Familie der Billunger verheiratet war.
Sie war eine Schwester Mathildes, der Frau Heinrichs I. und Mutter Ottos I. Mit Wichmann dem Älteren hatte Bia die Söhne Wichmann II. (den Jüngeren) und Ekbert (den Einäugigen) sowie vermutlich drei Töchter.
Hermann Billung war ein jüngerer Bruder Wichmanns des Älteren; ein Schwager Bias.
Nach dem Tode Heinrich I. wurde Otto I. im Jahre 936 König und ernannte Hermann Billung zum Heerführer in Sachsen. Darüber war Wichmann Billung (der Ältere) erbost, der selbst auf diesen Posten gehofft hatte. Wichmann der Ältere starb vermutlich 944, als seine beiden Söhne noch minderjährig waren, ähnlich früh ihre Mutter (vor 932). Otto I. ließ die Neffen seiner Frau am Königshof erziehen. Ihr Erbe verwaltete als ihr gesetzlicher Vormund ihr Onkel Hermann Billung, die Grafschaften ihres Vaters ein anderer Königsverwandter, der Graf und Legat Heinrich I. von Stade. Weil sie sich um ihr Erbe betrogen fühlten, stellten sich Wichmann II. der Jüngere und Ekbert mehrfach gegen Hermann und damit auch gegen Otto I.
Der Streit hatte im Jahre 955 seinen Höhepunkt: Die Kämpfe mit Wichmann und Ekbert sowie den mit ihnen verbündeten Slawen hatten die Kräfte Hermanns (siehe dort) derart gebunden, so dass er nicht mit Otto I. gegen die Ungarn ziehen konnte. Nach dem Sieg auf dem Lechfeld wurden Wichmann und Ekbert zu Landesfeinden erklärt (siehe hier). Ekbert unterwarf sich später endgültig, während sein Bruder Wichmann der Jüngere sich immer wieder auflehnte und 967 als Geächteter fiel. Seine Erbgüter wurden – vermutlich schon vor seinem Tod – eingezogen und zwischen den Klöstern Kemnade und St. Michael in Lüneburg verteilt.
In diesen Streitereien, die das gesamte Reich in Mitleidenschaft zogen, könnte ein guter Grund für eine Tabuisierung Wichmanns und seiner Güter gesehen werden, so dass man sich gezwungen sah, einen Ausdruck zu finden, der die betreffenden Güter (für diese Zeit) eindeutig benennt, ohne Wichmann zu erwähnen.
Der Zusammenhang zwischen den beiden Stifterinnen von Kemnade und Wichmann dem Jüngeren ist nicht belegt. Meist werden sie für seine Schwestern gehalten. Es könnten aber auch seine Töchter sein, die auf diese Weise abgesichert wurden (siehe die Stammliste der Billunger).

### Bienenbüttel (Ort)
(hergeleitet aus Bian = Biene, Bienen, -gibudi (gibutli, budli, butil, butli) für ... büttel als Ortsnamenelement und -burg für Ort), wobei -burg später weggelassen wurde. Köbler weist in seinem Altsächsischen Wörterbuch ausdrücklich darauf hin, dass sich „Bian“ auch auf die seinerzeit beliebten Vornamen Bia und Bio beziehen könnte. 1252 taucht die Ortsbezeichnung „Binebutle“ in einem Verzeichnis des Bistums Verden auf.